# Jordan Sierra
Jordan Steeven Sierra Flores (ur. 23 kwietnia 1997 w Mancie) – ekwadorski piłkarz występujący na pozycji środkowego pomocnika, reprezentant Ekwadoru, od 2024 roku zawodnik meksykańskiego Mazatlán.

## Kariera klubowa
Sierra pochodzi z Manty, wychowywał się w piłkarskiej rodzinie – profesjonalnymi piłkarzami są również jego starsi bracia Jefferson i Jerson. Idąc w ich ślady, rozpoczynał treningi w lokalnym klubie Manta FC, do którego seniorskiej drużyny został włączony w wieku siedemnastu lat przez szkoleniowca Juana Manuela Llopa. W ekwadorskiej Serie A zadebiutował 30 lipca 2014 w przegranym 1:3 spotkaniu z Barceloną, a na koniec swojego premierowego sezonu 2014 spadł z Mantą do drugiej ligi. On sam bezpośrednio po relegacji przeniósł się do rywala z tego samego miasta – drugoligowego Delfín SC. Tam z miejsca został kluczowym graczem środka pola i już w sezonie 2015 awansował z Delfínem do najwyższej klasy rozgrywkowej. Premierowego gola w pierwszej lidze strzelił 6 marca 2016 w zremisowanej 1:1 konfrontacji z Mushuc Runa, zostając rewelacją rozgrywek – w oficjalnym plebiscycie władze ligi wybrały go odkryciem sezonu.

## Kariera reprezentacyjna
W styczniu 2017 Sierra został powołany przez Javiera Rodrígueza do reprezentacji Ekwadoru U-20 na Mistrzostwa Ameryki Południowej U-20. Tam miał niepodważalne miejsce w wyjściowej jedenastce, rozgrywając wszystkie dziewięć możliwych spotkań (osiem w wyjściowym składzie) i strzelił bramkę w meczu rundy wstępnej z Chile (1:1). Został czołowym graczem turnieju, zaś młodzi Ekwadorczycy – pełniący wówczas rolę gospodarzy – zajęli najwyższe w historii swoich występów na „Sudamericano” drugie miejsce. Cztery miesiące później znalazł się w składzie na Mistrzostwa Świata U-20 w Korei Płd, gdzie jednak jego kadra spisała się nieporównywalnie gorzej – odpadła z turnieju w fazie grupowej i bez żadnego zwycięstwa na koncie. On sam zagrał natomiast we wszystkich trzech meczach w pełnym wymiarze czasowym, będąc kapitanem ekipy.
W seniorskiej reprezentacji Ekwadoru Sierra zadebiutował za kadencji selekcjonera Gustavo Quinterosa, 22 lutego 2017 w wygranym 3:1 meczu towarzyskim z Hondurasem.